# Río San Pedro de Inacaliri
Der Río Pedro de Inacaliri ist ein Fluss in der Atacamawüste in Chile, in der Región de Antofagasta. Er weist eine Länge von 76 Kilometern auf und fließt weitgehend in westlicher Richtung.

## Beschreibung
Der Fluss entspringt unter dem Namen Cajón in der Westkordillere der chilenischen Anden, wenige Kilometer nördlich des Cerro de Colana aus einer der Schuttfächer des nach Nordwesten verlaufenden Höhenrückens der Cordillera Occidental. Als endorheisches Gewässer fließt er zuerst etwa zehn Kilometer in westlicher Richtung und dann weitere zehn Kilometer in südliche Richtung, wo er sich mit dem Río Silala vereinigt. Kurz nach der Vereinigung der beiden Flussläufe wird ein Teil des Flusswassers, zwischen 50 und 60 l/s, in den Kupfertagebau nach Chuquicamata umgeleitet, so dass der Fluss auf den folgenden acht Kilometern in der Flussebene versickert und erst weitere sieben Kilometer flussabwärts in den sogenannten Ojos del San Pedro zum Teil wieder an die Oberfläche tritt. Weiter westlich hat sich der Fluss südlich des Vulkans San Pedro  bis zu einhundert Meter tief in eine 5 km² Salzpfanne eingegraben, bevor er dann westlich der Ortschaft San Pedro in den Río Loa mündet.